# Легойда, Владимир Романович
Влади́мир Рома́нович Лего́йда (род. 8 августа 1973, Кустанай, Казахская ССР, СССР) — российский церковный и общественный деятель, журналист, педагог, специалист в области культурологии, политологии и религиоведения. Кандидат политических наук (2000), доцент (2005). Профессор (2009) и заведующий (2007—2009) кафедрой международной журналистики, профессор (с 2013) кафедры мировой литературы и культуры МГИМО МИД России, почётный член (академик) Российской академии художеств (2021).
Главный редактор журнала «Фома» (с 1995). Председатель Синодального отдела по взаимоотношениям Церкви с обществом и СМИ Московского патриархата (с 2015), временно исполняющий обязанности руководителя пресс-службы патриарха Московского и всея Руси (с 2019). Лауреат премии Правительства Российской Федерации в области средств массовой информации (2021).

## Биография
Родился 8 августа 1973 года в городе Кустанае (Казахская ССР). Отец — Роман Тимофеевич Легойда (1933—2023), сотрудник органов МВД. Мать — Галина Максимовна Легойда, учительница.

### Образование
В 1990 году окончил кустанайскую среднюю школу № 10 с золотой медалью. В 1996 году с отличием окончил факультет международной информации Московского государственного института международных отношений МИД России.
В 2000 году под научным руководством кандидата исторических наук, доцента Юрия Симонова защитил диссертацию на соискание учёной степени кандидата политических наук по теме «Символы и ритуалы в политических процессах в США: традиции и современность (феномен „гражданской религии“)» (специальность 23.00.02 — политические институты и процессы). В 2005 году присвоено учёное звание доцента.

### Образовательная деятельность
С 1996 по 2007 год — преподаватель, затем старший преподаватель и доцент кафедры мировой литературы и культуры МГИМО МИД России. С 2013 года — профессор той же кафедры. С 2007 по 2009 год — заведующий кафедрой международной журналистики МГИМО. Ушёл в отставку по собственному желанию в связи с назначением на должность председателя Синодального информационного отдела Московского патриархата. С 2009 года — профессор той же кафедры. С 2011 года — член учёного совета гимназии святителя Василия Великого.

### Церковная деятельность
С 2006 по 2008 год — член рабочей группы по разработке программного документа Русской православной церкви «Основы учения Русской православной церкви о достоинстве, свободе и правах человека».
31 марта 2009 года Священным синодом назначен на должность председателя Синодального информационного отдела Московского патриархата. Первый в истории РПЦ случай назначения мирянина на пост главы Синодального отдела.
С 2008 по 2013 годы — член комиссии по международным отношениям Всемирного совета церквей (от Русской православной церкви). С 2009 года — член Синодальной библейско-богословской комиссии Русской православной церкви. С 2010 года — председатель комиссии Межсоборного присутствия Русской православной церкви по вопросам информационной деятельности Церкви и отношений со СМИ. С 26 июля 2010 года — член Патриаршего совета по культуре.
С 2011 года — секретарь Высшего церковного совета Русской православной церкви, член Патриаршей комиссии по вопросам семьи, защиты материнства и детства. В 2012 году постановлением Священного синода включён в состав новообразованного Церковно-общественного совета по увековечению памяти новомучеников и исповедников Российских под председательством патриарха Московского и всея Руси.
В 2015 году решением Священного синода Русской православной церкви назначен на должность председателя Синодального отдела по взаимоотношениям Церкви с обществом и СМИ.
11 сентября 2019 года в связи с решением патриарха Кирилла освободить от должности руководителя пресс-службы патриарха Московского и всея Руси священника Александра Волкова назначен временно исполняющим обязанности руководителя этого подразделения.
23 января 2023 года, из-за вторжения России на Украину внесён в санкционный список Украины лиц, «которые, прикрываясь духовностью, поддерживают террор и геноцидную политику» за «пропаганду и поддержку войны против Украины».

### Культурно-просветительская деятельность
С 1996 года — один из основателей и главный редактор журнала «Фома».
С 1998 года — член судейской коллегии Всероссийской гуманитарной телевизионной олимпиады «Умники и умницы». С 2004 года — председатель правления Фонда содействия развитию культурно-просветительской деятельности «Фома Центр». Член редакционного совета журнала «Альфа и Омега» (2006—2015).
С июня 2018 года — ведущий авторской программы «Парсуна» на телеканале «Спас».

### Общественная деятельность
- С 2005 года — член попечительского совета Благотворительного фонда преподобного Серафима Саровского.
- С 2006 по 2008 год — член общественного экспертного совета при комиссии Московской городской думы по межнациональным и межконфессиональным отношениям.
- С 2007 по 2009 год — председатель комиссии по вопросам образования общественного совета Центрального федерального округа.
- С 2009 по 2015 год — член Совета при президенте Российской Федерации по развитию институтов гражданского общества и правам человека.
- С 2009 по 2012 год — член Общественной палаты Российской Федерации (комиссия по коммуникациям, информационной политике и свободе слова в средствах массовой информации).
- С 2012 по 2016 год — член общественного совета при Уполномоченном при Президенте Российской Федерации по правам ребёнка.
- С 2012 по 2016 год — член Совета по общественному телевидению[15].
- С 2016 года — член Совета по взаимодействию с религиозными объединениями при президенте Российской Федерации.
- С 2016 года — член Общественной палаты РФ[16]) / комиссия по гармонизации межнациональных и межрелигиозных отношений / комиссия по делам молодёжи, развитию добровольчества и патриотическому воспитанию / комиссия по развитию информационного сообщества, СМИ и массовых коммуникаций / комиссия по развитию образования и науки.
- С 2016 года — член президиума Общества русской словесности.

## Награды
- Орден святого преподобного Серафима Саровского III степени (Русская православная церковь, 1 августа 2006)[17].
- Орден преподобного Сергия Радонежского III степени (Русская православная церковь, 2008 год)[18]
- Знак «Пастырь добрый» (Синодальный отдел по делам молодёжи Русской православной церкви).
- Золотой крест апостола Павла III степени (Элладская православная церковь, 2013 год)[19].
- Почётный знак памяти Алексея Афанасьевича Дмитриевского (Императорское православное палестинское общество).
- Орден Святого Саввы III степени (2014 год, Сербская православная церковь)[20].
- Орден святого благоверного князя Даниила Московского III степени (2019)[21];
- Орден Дружбы (4 октября 2019 года) — за достигнутые трудовые успехи, активную общественную деятельность и многолетнюю добросовестную работу[22];
- Почётный член (академик) Российской академии художеств (2021);
- Лауреат Премия Правительства Российской Федерации в области средств массовой информации (17 декабря 2021 года) — за вклад в развитие духовной культуры в средствах массовой информации[2];
- Орден Александра Невского (8 августа 2023 года) — за большой вклад в развитие институтов гражданского общества, сохранение и укрепление духовно-нравственных традиций и культурных ценностей[23];
- Орден Святого равноапостольного великого князя Владимира III степени (28 августа 2023 года) — «во внимание к трудам на благо Святой Церкви и в связи с 50-летием»[24];
- Знак МИД РФ «За взаимодействие» (31 августа 2023 года)[25];
- Почётная грамота Президента Российской Федерации (10 марта 2025 года) — за вклад в обеспечение деятельности Совета по взаимодействию с религиозными объединениями при Президенте Российской Федерации[26].

## Семья
Женат, воспитывает двух дочерей и сына.
29 декабря 2023 года в Ленинском городском округе был убит 90-летний отец Владимира Легойды — Роман Легойда. Предварительно установлено, что подозреваемый напал на потерпевшего с целью завладения его денежными средствами. После убийства он похитил у пенсионера 100 тысяч рублей, а тело мужчины оставил у обочины неподалёку от СНТ Мещерино-Чурилково. По данным отдельных источников, подозреваемый является бывшим заключённым, получившим амнистию, либо дезертировавшим после службы в отряде «Шторм-Z».

## Книги
- Мешают ли джинсы спасению. Опыт современной апологетики. — М.: Фома-Центр, 2005. — 288 с.
  - Мешают ли джинсы спасению : опыт современной апологетики. — Изд. 2-е. — М.: Фома центр, 2006. — 288 с. — ISBN 5-98827-001-8
  - Мешают ли джинсы спасению. Опыт современной апологетики. — 3-е изд., испр. и доп. — М.: Фома-Центр, Даръ, 2007. — 384 с.
- Декларация зависимости. — М.: Никея, 2011. — 191 с. — ISBN 978-5-91761-128-0
- Человек в шкуре дракона. — М.: Никея, 2015. — 207 с. — ISBN 978-5-91761-390-1
- Несколько слов к Рождеству Христову. — М.: Никея, 2016. — 48 с.
- Сирийский рубеж / под ред. М. Ю. Шеповаленко. — М.: Центр анализа стратегий и технологий, 2016. — 183 с. — ISBN 978-5-9902620-8-9 — 300 экз.
- Быть отцом! — М.: Никея, 2017. — 35—57 с.
- Церковь, возвышающая голос: [с кем она Церковь?, с властью или оппозицией?, с богатыми или бедными?, с консерваторами или либералами?, с кем и почему борется церковь? : 16+]. — М.: Эксмо, 2018. — 191 с. — 1500 экз.
- Интервью про интервью: известные журналисты об умении задавать вопросы и получать ответы : учебное пособие / Федеральное государственное автономное образовательное учреждение высшего образования «Московский государственный институт международных отношений (университет) Министерства иностранных дел Российской Федерации», Кафедра международной журналистики; [автор-составитель В. Р. Легойда]; под ред. проф. В. Р. Легойды. — М.: МГИМО-Университет, 2018. — 104 с. — ISBN 978-5-9228-1931-2 — 500 экз.
- Ум чужой (год первый). — М.: Фома-Центр, 2021. — 398 с.
- Ум чужой (год второй). — М.: Фома-Центр, 2021. — 246 с.

— Время взрослой веры: как сохранить связь с вечностью/Владимир Легойда, Елена Яковлева.- Москва: Эксмо, 2022—320 стр.
— Парсуна: откровения известных людейо Боге, о вере, о личном/Владимир Легойда — Москва: Эксмо, 2022—416 стр.